# Torrent de Can Canals
El Torrent de Can Canals, és un torrent que discorre pel terme municipal de Bigues i Riells, al Vallès Oriental, en el territori del poble de Bigues.
Es forma al nord de Can Canals, a ponent de la Guixera, en el vessant sud-est del Serrat de Can Quintanes, per transformació del torrent del Pollancre. Des d'aquell lloc davalla cap al sud-sud-oest, passa pel costat de ponent de Can Canals, deixa al nord-oest el Bosc de Can Torroella i al sud-est el de Can Canals, deixa a llevant la masia de Can Torroella, i al sud-oest dels Camps de Can Torroella s'aboca en el torrent de la Font de la Guilla al nord-oest de Can Feliuà i al nord de la Baga de Can Prat.

## Etimologia
Es tracta d'un topònim romànic modern o contemporani: el torrent pren el nom d'un dels propietaris de les terres per les quals discorre.